# Il ragazzo di campagna
Il ragazzo di campagna è un film del 1984 diretto da Castellano e Pipolo.

## Trama
Artemio è un contadino che vive in un borgo della campagna lombarda, animato principalmente da anziani, dove l'unica attrazione è il passaggio del treno. Abita con l'anziana madre Giovanna, la quale avrebbe il desiderio di vederlo sposato con Maria Rosa, l'unica ragazza del paese, che peraltro è da tempo innamorata di lui. Artemio però non ricambia questi sentimenti e, nel giorno del suo quarantesimo compleanno, si rende improvvisamente conto di non aver mai vissuto una vita al di fuori delle campagne in cui è nato e cresciuto e, soprattutto, di non voler continuare a fare il contadino per il resto dei suoi giorni. Decide quindi di tentare la fortuna partendo per Milano.

Artemio arriva a Milano col trattore

Artemio, non conoscendo la città e non sapendo dove alloggiare, una volta arrivato chiede aiuto a suo cugino Severino, da tempo trasferitosi, il quale gli offre ospitalità e lavoro; il ragazzo accetta, ma non sospetta che Severino è in realtà un ladro che entra ed esce di prigione e che, a sua insaputa, lo coinvolge immediatamente in alcuni scippi. Una volta resosene conto, Artemio abbandona il cugino e, per onestà, decide di restituire la borsa rubata nell'ultimo scippo alla sua legittima proprietaria, Angela, una giovane ragazza in carriera.
Tra i due nasce in breve un rapporto di amicizia, tanto che Angela lo aiuta a trovarsi una sistemazione: un piccolo, tecnologico e asettico appartamento in un lussuoso residence. A questo punto l'uomo si dedica alla ricerca di un impiego: tenta di fare l'assicuratore, il metronotte, l'attore negli spot pubblicitari e addirittura l'accompagnatore per non vedenti, ma sempre senza successo. Alla fine si ritrova inesorabilmente senza un'occupazione e senza soldi. Nel frattempo si accorge di essersi innamorato di Angela, tanto da arrivare a proporle di sposarlo dopo una notte passata insieme, ma lei rifiuta motivando ciò con l'essere una donna moderna, concentrata sulla sua carriera e non interessata a costruirsi una famiglia.
Disperato per il rifiuto, Artemio tenta il suicidio gettandosi in un naviglio, ma viene salvato da un ricco e losco uomo che gli propone di lavorare per lui, spacciando marijuana ai ragazzi all'uscita delle scuole. Artemio rifiuta indignato e, ormai stanco della vita a Milano, comincia a inveire contro la città e i suoi abitanti. Fermato per questo dalla polizia, viene espulso e rimandato al suo paese, dove ricomincia la vita di contadino. Un giorno, qui riceve inaspettatamente la visita di Angela, la quale, con l'occasione d'informarlo circa un suo colloquio di lavoro superato, stavolta si dimostra disponibile verso la sua vecchia proposta di nozze; tuttavia Artemio, ormai conscio di preferire i valori e la quiete della campagna, decide di trascorrere la sua vita insieme a Maria Rosa, l'unica ragazza che lo ha amato fin dal principio per quello che è.

## Produzione

### Cast
Inizialmente, il ruolo di Artemio era stato proposto a Enrico Montesano, il quale tuttavia rifiutò perché in quel periodo era impegnato nelle riprese de I due carabinieri; per questo, la produzione virò su Pozzetto. Per il ruolo di Angela venne invece scelta Donna Osterbuhr, una modella statunitense cresciuta, curiosamente, in una fattoria di campagna nel Nebraska.

### Riprese
Il film è stato girato nella primavera del 1984. Ad eccezione di alcuni interni, come la casa milanese di Angela, ricostruiti prevalentemente negli studi romani di Cinecittà, la gran parte delle riprese rispetta l'ambientazione e i luoghi narrati.
La prima parte del film nonché il breve epilogo, ovvero le sequenze relative alla vita nelle campagne della Pianura Padana, vennero girate in provincia di Pavia, nei pressi di Molino d'Isella di Gambolò (dove si trova la casa del protagonista, in località Belcreda) e Cascina Casoni di Carbonara al Ticino, due piccole località della Lomellina; il passaggio del treno venne invece ripreso lungo la linea ferroviaria Pavia-Vercelli nei pressi di Villanova d'Ardenghi, sempre nel Pavese.
Il resto della pellicola, incentrato su Milano, vide sfruttare alcuni luoghi-simbolo del capoluogo lombardo quali piazza San Babila, corso Vittorio Emanuele II o via Monte Napoleone, nonché vari altri siti secondari della città come piazza Sant'Eustorgio, di fronte all'omonima basilica dove ha luogo il primo incontro fra Artemio e il cugino Severino, e della sua periferia come il residence nel quartiere di Bruzzano.
Solamente parte della scena successiva al tentato suicidio di Artemio, ambientata sul Naviglio Grande, venne in realtà girata a Pavia lungo il fiume Ticino.

## Colonna sonora
La canzone che accompagna i titoli di testa e di coda del film, Beato te contadino, è interpretata da Patrizia Tapparelli.

## Distribuzione

### Edizioni home video
Il film è stato pubblicato per la prima volta in DVD-Video nel 2017, in un'edizione curata dalla Mustang Entertainment, contenente extra quali interviste ai protagonisti Renato Pozzetto, Massimo Boldi e Sandra Ambrosini.

## Influenza culturale

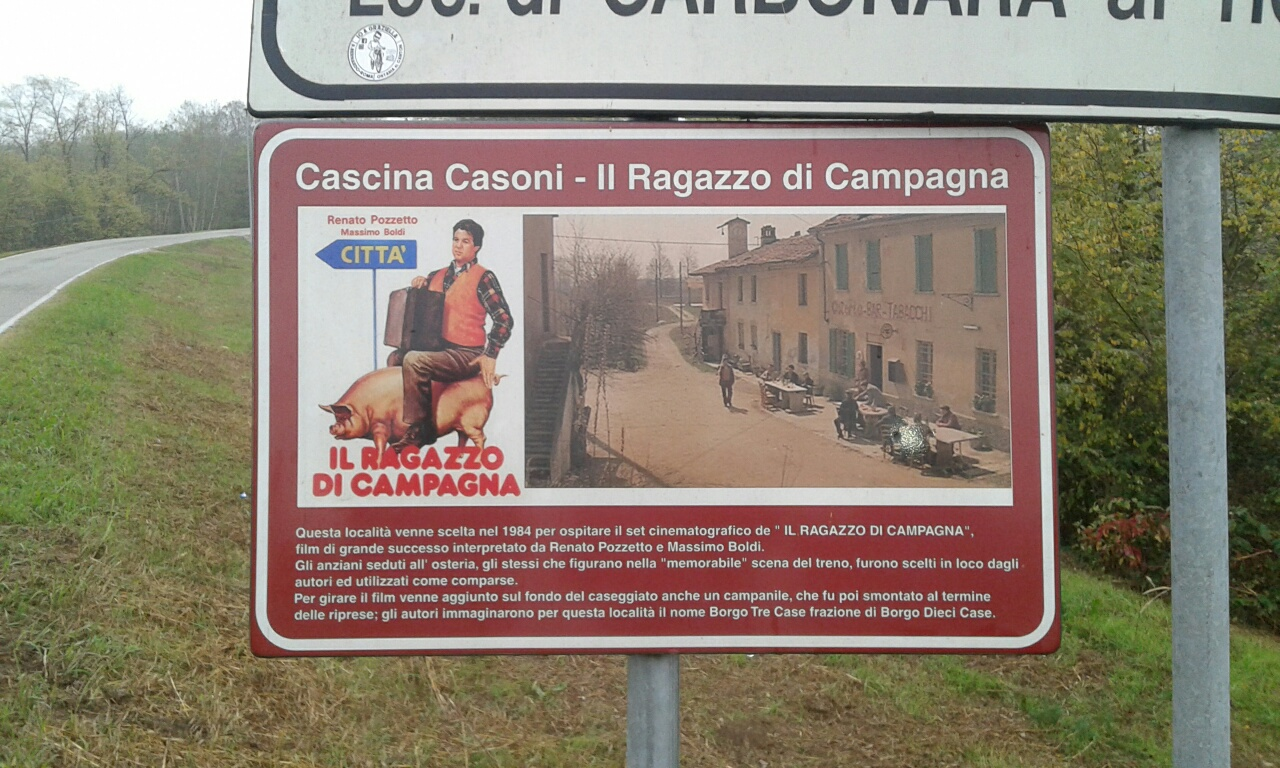
Segnaletica posta nella frazione di Casoni, a ricordo delle riprese del film (2018)

Il ragazzo di campagna rappresenta un piccolo film di culto nella storia del cinema italiano. Fin dall'uscita nelle sale emerse come uno snodo focale nella cultura cinematografica del Paese, essendo tra le prime rappresentazioni satiriche delle contraddizioni insite in quella che veniva definita la Milano da bere; a posteriori la sua importanza è accresciuta, sia per essere diventato una sorta di «contenitore di memoria urbanistica» circa la Milano del tempo, sia per aver dato vita a vari modi di dire entrati da allora nella cultura di massa italiana.